# Michael Terry (Entdeckungsreisender)
Michael Terry (* 3. Mai 1899 in Gateshead, County Durham, England; † 24. September 1981 in Annandale, New South Wales, Australien) war ein britischer Entdeckungsreisender, Prospektor und Schriftsteller in Australien.

## Frühe Jahre
Michael Terry war das älteste von drei Kindern von Michael Terry, einem Maschinenbauingenieur, und seiner Frau Katie, geborene Neagle. Michael ging bis 1914 zur Schule. Einen Beruf erlernte er nicht und nahm stattdessen unterschiedliche und befristete Beschäftigungen an.
1917 trat er dem Royal Naval Air Service bei und diente im vorrevolutionären Russland. Von den Bolschewiki wurde er gefangen genommen und bald danach wieder freigelassen. Da er lungenkrank geworden war, kam er nach seiner Rückkehr in England in eine Klinik. Nach seiner Entlassung aus dem Militärdienst im September 1918 trat Terry im November 1918 eine Schiffsreise nach Australien an und kam am 31. Januar 1919 in Fremantle an. In Perth arbeitete bis 1920 als Mechaniker und anschließend in  Sydney als Autoverkäufer und gründete ein Transportunternehmen.

## Entdeckungsreisen
In der Zeit vom Februar bis Oktober 1923 fuhr Michael Terry mit einem 1913 gebauten Ford Modell T und einem weiteren Fahrer von Winton in Queensland bis nach Broome in Western Australia. Als er darüber Reiseberichte schrieb, wurde er bekannt. Im Mai 1924 beauftragte ihn die Royal Geographical Society Vorträge über seine Erfahrungen im Outback zu halten. 1925 wurde er mit Cuthbert Peek Award dieser Organisation ausgezeichnet.
Seine weiteren Expeditionen wollte er mit motorisierten Fahrzeugen durchführen. In den Jahren von 1923 bis 1935 unternahm er 14 Expeditionen ins zentrale Australien, die von Bergbauunternehmen finanziert wurden. 1925 fuhr er mit LKWs der Firma Caterpillar-Track von Darwin bis nach Broome in Western Australia. 1928 führte er eine Expedition von LKWs mit sechs Rädern von Port Hedland in Western Australia nach Melbourne in Victoria. Von 1929 bis 1933 unternahm er verschiedene Expeditionen ins zentrale Australien. Die Expeditionen in den Jahren 1932 und 1933 führte er ausschließlich mit Kamelen durch. In den Jahren von 1934 bis 1936 suchte er bei Laverton in Western Australia nach seltenen Erzen.

## Sonstiges Leben
1938 kehrte er nach England zurück und heiratete Ursula Joan Livingstone-Learmonth in London. Als das Brautpaar im Oktober nach Sydney zurückgekehrt war, verweigerte der Brautvater die Anerkennung der Ehe. Ursula kehrte kurz darauf nach England zurück. Die Ehe wurde im November 1944 rechtskräftig aufgehoben.
Im Zweiten Weltkrieg diente Terry in der britischen Spionageabwehr. Nach dem Krieg ließ er sich in Terrigal nieder, das nördlich von Sydney liegt. 1960 kehrte er ins zentrale Australien zurück und widmete sich seiner schriftstellerischen Arbeit.
Michael Terry wurde 1924 zum Fellow der Royal Geographical Society und der Royal Geographical Society of Australia gewählt. Er war auch ein Freimaurer und Mitglied der Pathfinder Association of New South Wales.

## Nachleben
1987 komplettierte und veröffentlichte seine Schwester Charlotte Barnard seine Autobiografie The Last Explorer posthum. Ein Bild von Terry und seinem Kamel „Dick“ wurde anlässlich seines 20. Todestages auf einem 10-AUD-Geldschein abgedruckt. 1957 wurde die Terry Range in Western Australia nach ihm benannt.

## Werke
- 1925 – Across Unknown Australia: a thrilling account of exploration in the Northern Territory of Australia. Herbert Jenkins: London
- 1927 – Through a Land of Promise: with gun, car and camera in the heart of Northern Australia. Herbert Jenkins: London
- 1931 – Hidden Wealth and Hiding People. Putnam: London
- 1932 – Untold Miles: three gold-hunting expeditions amongst the picturesque borderland ranges of Central Australia. Selwyn & Blount: London
- 1937 – Sand and Sun: two gold-hunting expeditions with camels in the dry lands of Central Australia. Michael Joseph: London
- 1945 – Bulldozer: the war role of the Department of Main Roads, New South Wales. Frank Johnson: Sydney
- 1974 – War of the Warramullas. Rigby: Adelaide. ISBN 0-85179-790-3

## Autobiografie
- Michael Terry (1987): The Last Explorer. The autobiography of Michael Terry. Australian National University Press: Canberra. ISBN 0-08-034398-8